# 霧島市立牧園小学校
霧島市立牧園小学校（きりしましりつ まきぞのしょうがっこう）は、鹿児島県霧島市牧園町宿窪田（旧・姶良郡牧園町）にある市立小学校。

## 概要
霧島市牧園町に位置する小学校である。

## 沿革
- 2005年（平成17年） - 国分市と姶良郡6町の新設合併に伴い、霧島市立牧園小学校と改称。